# 1634 год в науке
В 1634 году произошли различные научные и технологические события, некоторые из которых представлены ниже.

## События
- Рене Декарт закончил свою первую, программную книгу под названием «Мир» (Le Monde), где движение Земли излагалось в духе идей Коперника и Галилея[1]. Однако, оценив атмосферу в католических странах после процесса Галилея, он принял решение отложить публикацию книги. Трактат «Мир» был опубликован только в 1664 году, посмертно[2].
- 20 августа — на Московском печатном дворе вышло первое пособие для обучения грамоте — «Букварь» Василия Бурцова[3].

## Публикации
- Посмертно издан фантастический рассказ Кеплера о полёте на Луну: «Сон, или Посмертное сочинение о лунной астрономии» (Somnium, seu Opus posthumum de astronomia lunari, написан в 1608 году)[4],
- Французский математик Жиль Роберваль вычислил площадь арки циклоиды — она оказалась втрое больше площади порождающей окружности[5].
- Французский математик Пьер Эригон начал издание своего шеститомной энциклопедии «Курс математики» (лат. Cursus mathematicus, nova, brevi, et clara methodo demonstratus, per notas reales et universales, citra usum cujuscunque idiomatis intellectu faciles) (завершено в 1642 году, переиздано в 1644). Издание включало все основные математические достижения той эпохи, а также историю математики, применение к оптике и астрономии. Эригон также предложил несколько новых обозначений (например, перпендикулярности), закрепившихся в математике[6].

## Скончались
См. также: Категория:Умершие в 1634 году
- 20 июня — Никола Агер (Агериус), французский ботаник и врач, исследователь зоофитов (род. в 1568 году).